# Pterotaea miscella
Pterotaea miscella är en fjärilsart som beskrevs av Frederick H. Rindge 1970. Pterotaea miscella ingår i släktet Pterotaea och familjen mätare. Inga underarter finns listade.